# Locais de competição dos Jogos Paralímpicos de Verão de 2016
A lista a seguir apresenta os locais de competição que serão usados nos Jogos Paralímpicos de Verão de 2016 no Rio de Janeiro. Os eventos serão distribuídos em quatro regiões espalhadas pelo Rio.

## Locais
| Região          | Arena                              | Esportes                                                  | Capacidade |       |
| --------------- | ---------------------------------- | --------------------------------------------------------- | ---------- | ----- |
| Parque Olímpico | Arena Carioca 1                    | Rugby em cadeira de rodas Basquetebol em cadeira de rodas | 16.000     |       |
| Parque Olímpico | Arena Carioca 2                    | Bocha                                                     | 10.000     |       |
| Parque Olímpico | Arena Carioca 3                    | Judô e Esgrima em cadeira de rodas                        | 10.000     |       |
| Parque Olímpico | Arena do Futuro                    | Goalball                                                  | 12.000     |       |
| Parque Olímpico | Arena Olímpica do Rio              | Basquetebol em cadeira de rodas                           | 12.000     |       |
| Parque Olímpico | Centro Olímpico de Tênis           | Futebol de 5 Tênis em cadeira de rodas                    | 19.750     |       |
| Parque Olímpico | Estádio Aquático Olímpico          | Natação                                                   | 15.000     |       |
| Parque Olímpico | Velódromo Olímpico do Rio          | Ciclismo                                                  | 5.000      |       |
| Parque Olímpico | Barra                              | Pontal                                                    | Ciclismo   | 5.000 |
| Riocentro       | Barra                              | Voleibol sentado                                          | 9.000      |       |
| Riocentro       | Barra                              | Tênis de mesa                                             | 7.000      |       |
| Riocentro       | Barra                              | Levantamento de peso                                      | 6.500      |       |
| Copacabana      | Forte de Copacabana                | Atletismo Triatlo                                         | 5.000      |       |
| Copacabana      | Lagoa Rodrigo de Freitas           | Remo Canoagem                                             | 8.000      |       |
| Copacabana      | Marina da Glória                   | Vela                                                      | 10.000     |       |
| Deodoro         | Centro Olímpico de Hipismo         | Hipismo                                                   | 14.000     |       |
| Deodoro         | Centro Olímpico de Tiro            | Tiro                                                      | 1.500      |       |
| Deodoro         | Estádio de Deodoro                 | Futebol de 7                                              | 15.000     |       |
| Maracanã        | Estádio do Maracanã                | Cerimônias de abertura e encerramento                     | 74.738     |       |
| Maracanã        | Estádio Olímpico do Rio de Janeiro | Atletismo                                                 | 60.000     |       |
| Maracanã        | Sambódromo da Marquês de Sapucaí   | Tiro com arco                                             | 36.000     |       |